# 橋本武徳
橋本 武徳（はしもと たけのり、1944年12月8日 - 2020年10月9日）は、奈良県天理市出身の日本の高校野球指導者。元天理高等学校硬式野球部監督。現役時代は外野手。

## 来歴
1944年、現在の天理市に生まれた橋本は、天理小学校から天理中学校を経て、1960年に天理高校に入学した。1962年、第44回全国高等学校野球選手権大会に8番・中堅手として出場したが、1回戦敗退した。法政大学に進学後は野球部に入部せず、卒業後は天理教教会本部に就職し、以後野球とは無縁の日々を送った。
1982年5月、天理高校野球部監督が辞任したことにより、後任監督を要請され受諾。1983年の第65回全国高等学校野球選手権大会に出場したが、1回戦敗退した。1985年春、第57回選抜高等学校野球大会に出場し、監督として甲子園初勝利を上げ、ベスト8まで進出する。本橋雅央、山下和輝のバッテリーに主将で4番の中村良二を擁し、秋季近畿大会を制して乗り込んだ1986年春の第58回選抜高等学校野球大会は2回戦で敗退したが、同年夏の第68回全国高等学校野球選手権大会は一気に勝ち進み、奈良県勢初ともなる悲願の優勝を母校にもたらした。これを以て監督の座を森川芳夫（旧姓・吉沢）に譲って退任した。
1990年5月、春季奈良県大会決勝直前に部内暴力事件が発覚し、森川監督が辞任。再び橋本に監督就任の要請があり受諾。予選出場が危ぶまれたが、出場が許可されると南竜次と谷口功一の二枚看板に伝統の強力打線で奈良県予選を勝ち抜き、第72回全国高等学校野球選手権大会でも、次々と強豪を撃破し4年ぶり2度目の優勝を果たした。特に2回戦の成田戦では、成田の猪股広に6回までパーフェクトに抑えられていたが、7回裏に「ぼちぼち行こか」と選手の奮起を促し猪股を攻略、勝利を収めた。翌年も秋と春の近畿大会を制して、春夏連続出場を果たしたが、春の第63回選抜高等学校野球大会では、2回戦で上田佳範の松商学園に完封負けを喫し、夏の第73回全国高等学校野球選手権大会でも、2回戦で若林隆信の佐賀学園に敗れた。佐賀学園戦では7回に「そろそろやな」と選手の奮起を促したが、「打てない時はこんなものです」と述べた。この大会限りで、再び監督を退任した。
その後、天理高校では、1995年夏に野球部寮内での集団飲酒、2009年秋には部員の強制わいせつの不祥事があり、復帰していた森川監督はその度に辞任していたが、橋本に後任監督の声はかからなかった。2011年、春季近畿大会優勝直後にまたしても部内暴力事件が発覚し森川監督が4度目の辞任となり、夏の予選も辞退した。これを受けて、66歳となっていた橋本に3度目の監督就任要請があり受諾。2012年には春夏連続出場を果たし、特に夏の第94回全国高等学校野球選手権大会ではベスト8入りを果たした。70歳を迎えた2015年春の第87回選抜高等学校野球大会では、1回戦に勝利し監督として甲子園20勝を記録した。夏の第97回全国高等学校野球選手権大会にも出場したが、創成館に初戦敗退し、監督の座を中村良二に譲って退任、総監督に就任した。
2020年10月9日9時57分、下行結腸がんのため、天理市内の自宅で死去。75歳没。

## 甲子園の成績
- 甲子園出場11回（春5回、夏6回）
- 20勝9敗（春5勝5敗、夏15勝4敗）
- 優勝2回（夏2回）

## 教え子
- 南渕時高（青山学院大学→東芝→1989年ドラフト会議・ロッテオリオンズ4位指名・入団）
- 中村良二（1986年ドラフト会議・近鉄バファローズ2位指名・入団）
- 藤立次郎（1989年ドラフト会議・近鉄バファローズ4位指名・入団）
- 山下和輝（プリンスホテル→1992年ドラフト会議・阪神タイガース7位指名・入団）
- 南竜次（1990年ドラフト会議・日本ハムファイターズ4位指名・入団）
- 谷口功一（1991年ドラフト会議・讀賣ジャイアンツ1位指名・入団）
- 福永裕基（2022年ドラフト会議・中日ドラゴンズ7位指名・入団）
- 森浦大輔（2020年ドラフト会議・広島東洋カープ2位指名・入団）